# Manuel Mireles Vaquera
Manuel Mireles Vaquera (Nieves, Zacatecas, 11 de janeiro de 1929 - Gómez Palacio, Durango, 10 de agosto de 2021) foi um clérigo católico romano mexicano e prelado de El Salto.

## Biografia
Manuel Mireles Vaquera recebeu o Sacramento da Ordem em 29 de maio de 1953.
O Papa João Paulo II o nomeou Bispo Auxiliar de Durango e Bispo Titular de Casae Calanae em 16 de outubro de 1982. O delegado apostólico no México, arcebispo Girolamo Prigione, o consagrou em 7 de dezembro do mesmo ano em Victoria de Durango; os co-consagrantes foram Antonio López Aviña, Arcebispo de Durango, e Luis Rojas Mena, Bispo de Culiacan.
Em 28 de abril de 1988, Manuel Mireles Vaquera foi nomeado prelado coadjutor de El Salto e, após a morte de Francisco Medina Ramírez OCD, sucedeu-o como prelado de El Salto em 13 de outubro do mesmo ano.

Em 28 de setembro de 2005, o Papa Bento XVI aceitou sua aposentadoria por motivos de idade.